# 李筠
李筠（？—960年）原名李榮，避周世宗諱，改名筠。并州太原（今太原市）人。

## 生平
李筠善騎射，能捥百斤大弓，百發百中。後唐時應募軍中，隸屬李從榮部下，清泰初年官至控鶴指揮使，後漢高祖劉知遠于晉陽（今太原市）稱帝，李筠率部投奔晉陽。為博州（治所在今山東聊城）刺史。後漢樞密使郭威保舉李筠為先鋒指揮使。廣順元年（951年），郭威稱帝，遷李筠為昭義軍（治所在潞州，今山西長治市）節度使，鎮守潞州（治今山西長冶），累積戰功，因功加封兼待中。與李重進同為掌管邊防的實力派人物。
建隆元年（後周恭帝二年，960年）正月，趙匡胤在陈桥驿发动兵变，迫使后周恭帝禪位，稱帝建立宋朝，於是召李筠入朝，加中書令，遣使賜冊。李筠欲拒命，在屬下勸說下勉強接受，不得已下拜，然仍心念故主。其後李筠乃聯合北漢睿宗劉鈞，相約一起出兵。長子李守節苦勸不聽，仍暗圖舉事。是年四月，李筠舉兵抗宋，命李守節據守上黨（今山西長治市），自率三萬軍馬南下，劉鈞按兵不動。彼時淮南李重進派遣幕僚翟守珣說服李筠起兵抗宋，然宋太祖已命人把守兩李勢力間的關隘，遂成功將之擒獲，翟隨後投誠；太祖乃令其阻止李重進出兵，以防止兩李南北呼應。翟守珣回去後，遂向李重進詆毀李筠，重進輕信，因而錯失良機。
此後，太祖遣石守信和慕容延釗兵分兩路出擊李筠，兩軍在長平（今高平縣西北）相遇，石守信打敗李筠，俘北漢節度使范守圖。李筠北還後堅守澤州（今山西晉城市）繼續抗宋，六月，太祖親至澤州督軍攻城，城破後李筠遂自焚身亡。